# Miguel Ángel Aguilar Tremoya
Miguel Ángel Aguilar Tremoya (Madrid, 1943) és un periodista espanyol.

## Biografia

### Premsa escrita
Llicenciat en Ciències Físiques (1965) i en Periodisme (1969) per la Universitat Complutense de Madrid, els seus primers passos en el món de la premsa els va donar a partir de 1966 en el desaparegut diari Madrid. Com a conseqüència d'un editorial sobre els disturbis universitaris d'aleshores, va ser encausat pel Tribunal d'Ordre Públic el febrer de 1967. El diari, posteriorment, va ser suspès una temporada i tancat per ordre del govern el 1971.
Després de la desaparició del periòdic el 1971, s'incorporà a Cambio 16, que el destinà a Brussel·les com a corresponsal entre 1972 i 1974. També per aquesta mateixa revista va ser enviat especial al Sàhara el 1975. Després de col·laborar en el llançament de la revista Posible, el 1977 es reincorporà a Cambio 16 i un any més tard fou nomenat director de Diario 16, càrrec que ocupa fins a maig de 1980.
Pocs mesos després es va incorporar com a columnista a El País, on va continuar un quart de segle fins a ser acomiadat al 2015 per criticar el diari en una entrevista al New York Times en que deia que "la situació ha arribat a nivells de censura". El 1981 fundà la secció espanyola de l'Associació de Periodistes Europeus, on ocupa el càrrec de secretari general, i el 1986 és nomenat director de l'Agència EFE, càrrec que exerceix fins a 1990. També ha estat director del diari El Sol i columnista a la revista Tiempo. Actualment, a més del seu treball a El País, escriu per als diaris La Vanguardia i Cinco Días, així com la revista El Siglo.
El 2014 dirigí l'edició commemorativa de l'Heraldo de Madrid i és vicepresident de la Fundació Diario Madrid. L'any següent va impulsar i presidir el nou setmanari Ahora.

### Televisió i ràdio
Amb l'arribada de les televisions privades s'incorporà als serveis informatius de Telecinco, i col·laborà com a comentarista per a assumptes d'actualitat política nacional en l'espai Entre hoy y mañana, dirigit per Luis Mariñas. A partir de 1992 començà a presentar l'informatiu del cap de setmana, en substitució de Felipe Mellizo. Seguiria col·laborant en els informatius de la cadena i presentaria els espais de debat i entrevistes Mesa de redacción (1993) i Hora límite (1995).
Actualment és tertulià en diferents programes tant de ràdio com de televisió: Hoy por Hoy i regularment a Hora 25 de la Cadena SER, i El programa de Ana Rosa (des de 2004) de Telecinco, 59 segundos (des de 2004) de Televisió Espanyola i a Más vale tarde de La Sexta.

## Obra publicada
- Las últimas Cortes del Franquismo (1976).
- El Golpe, anatomía y claves del asalto al Congreso (1981).
- El Vértigo de la Prensa (1982).
- Terrorismo y Sociedad Democrática.
- Sobre las leyes de la Física y la información (2009).